# Adesmia aueri
Adesmia aueri es una especie de planta floral del género Adesmia, categorizada en la tribu Dalbergieae, de la subfamilia Faboideae.
Fue descrita por el botánico argentino Arturo Eduardo Burkart. Aparece registrada y publicada en una sección de la revista científica Darwiniana 10: 525 de 1954.

## Distribución
Especie nativa de Argentina. Crece en el bioma subtropical.